# Келли, Дэвид (футболист)
Дэвид Томас Келли (англ. David Thomas Kelly; род. 25 ноября 1965, Бирмингем, Уорикшир) — ирландский футболист, футбольный тренер. Участник чемпионатов мира по футболу 1990 и 1994 годов.

## Биография
В детстве страдал болезнью Пертеса, однако смог преодолеть заболевание и сделать профессиональную карьеру футболиста.
После завершения карьеры игрока в присоединился к тренерскому штабу Билли Дэвиса, с которым трудился в клубах Шеффилд Юнайтед, Престон Норт Энд, Дерби Каунти и Ноттингем Форест. В октябре 2014 года занял должность ассистента менеджера футбольного клуба Сканторп Юнайтед.

## Достижения
Уолсолл
- Победитель плей-офф Третьего дивизиона Футбольной лиги: 1988

Ньюкасл Юнайтед
- Победитель первого дивизиона Футбольной лиги: 1992–1993

Сандерленд
- Победитель первого дивизиона Футбольной лиги: 1995–1996

Транмир Роверс
- Обладатель Кубка Футбольной лиги: 2000

Дерри Сити
- Обладатель Кубка Ирландии: 2002